# 刘依敏
刘依敏（Ris Low，1990年5月28日—），新加坡人。2009年7月31日，她摘下2009年新加坡世界小姐的桂冠。后来她被揭露有曾经盗用信用卡而被判缓刑监视的经历，於是她在2009年11月29日主动放弃桂冠。她现在新加坡管理發展學院修读健康科学、款待管理及护理。
2009年她被CNN下属一机构评为亚洲最具影响力的25人及团体之一。她也是某品牌安全套的代言人，向公众宣传安全性行为的重要性。